# Dicranophragma (Dicranophragma) angustulum
Dicranophragma (Dicranophragma) angustulum is een tweevleugelige uit de familie steltmuggen (Limoniidae). De soort komt voor in het Nearctisch gebied.